# Рамона (Каліфорнія)
Рамона (англ. Ramona) — переписна місцевість (CDP) в США, в окрузі Сан-Дієго штату Каліфорнія. Населення — 21 468 осіб (2020).

## Географія
Рамона розташована за координатами 33°2′44″ пн. ш. 116°52′39″ зх. д. / 33.04556° пн. ш. 116.87750° зх. д. (33.045619, -116.877515).  За даними Бюро перепису населення США в 2010 році переписна місцевість мала площу 99,54 км², з яких 99,49 км² — суходіл та 0,05 км² — водойми.

### Клімат
| Клімат : Рамона         | Клімат : Рамона | Клімат : Рамона | Клімат : Рамона | Клімат : Рамона | Клімат : Рамона | Клімат : Рамона | Клімат : Рамона | Клімат : Рамона | Клімат : Рамона | Клімат : Рамона | Клімат : Рамона | Клімат : Рамона | Клімат : Рамона |
| Показник                | Січ.            | Лют.            | Бер.            | Квіт.           | Трав.           | Черв.           | Лип.            | Серп.           | Вер.            | Жовт.           | Лист.           | Груд.           | Рік             |
| Абсолютний максимум, °C | 32,2            | 31,7            | 34,4            | 36,7            | 41,7            | 42,8            | 47,2            | 43,9            | 42,8            | 40,6            | 34,4            | 34,4            | 47,2            |
| Середній максимум, °C   | 18,6            | 18,2            | 19,1            | 21,2            | 24,2            | 28,1            | 31,3            | 32,4            | 30,6            | 26,2            | 21,7            | 18,2            | 24,2            |
| Середній мінімум, °C    | 1,7             | 2,8             | 4,1             | 5,4             | 8,6             | 10,8            | 13,3            | 14,2            | 12,2            | 8,7             | 4,3             | 1,3             | 7,3             |
| Абсолютний мінімум, °C  | −8,9            | −5,6            | −4,4            | −2,8            | −1,7            | 2,2             | 5,0             | 3,3             | 3,9             | −0,6            | −5,6            | −6,7            | −8,9            |
| Норма опадів, мм        | 84              | 79              | 78              | 36              | 8               | 3               | 3               | 4               | 7               | 18              | 30              | 57              | 407             |
| ----------------------- | --------------- | --------------- | --------------- | --------------- | --------------- | --------------- | --------------- | --------------- | --------------- | --------------- | --------------- | --------------- | --------------- |
| Джерело: NOAA           |                 |                 |                 |                 |                 |                 |                 |                 |                 |                 |                 |                 |                 |

## Демографія
Згідно з переписом 2010 року, у переписній місцевості мешкали 20 292 особи в 6627 домогосподарствах у складі 5106 родин. Густота населення становила 204 особи/км².  Було 7083 помешкання (71/км²).
Расовий склад населення:
| - 78,3 % — білих - 1,4 % — азіатів - 1,1 % — корінних американців - 0,7 % — чорних або афроамериканців - 0,3 % — вихідців з тихоокеанських островів - 14,6 % — осіб інших рас |

До двох чи більше рас належало 3,6 %. Частка іспаномовних становила 31,2 % від усіх жителів.
За віковим діапазоном населення розподілялося таким чином: 25,9 % — особи молодші 18 років, 64,0 % — особи у віці 18—64 років, 10,1 % — особи у віці 65 років та старші. Медіана віку мешканця становила 36,7 року. На 100 осіб жіночої статі у переписній місцевості припадало 101,0 чоловіків;  на 100 жінок у віці від 18 років та старших — 99,4 чоловіків також старших 18 років.
Середній дохід на одне домашнє господарство  становив 79 450 доларів США (медіана — 63 623), а середній дохід на одну сім'ю — 87 149 доларів (медіана — 69 878). Медіана доходів становила 47 485 доларів для чоловіків та 38 723 долари для жінок. За межею бідності перебувало 9,5 % осіб, у тому числі 8,0 % дітей у віці до 18 років та 8,7 % осіб у віці 65 років та старших.
Цивільне працевлаштоване населення становило 9999 осіб. Основні галузі зайнятості: освіта, охорона здоров'я та соціальна допомога — 21,6 %, науковці, спеціалісти, менеджери — 12,5 %, будівництво — 12,1 %, роздрібна торгівля — 11,9 %.